# Live (álbum de Our Lady Peace)
| Críticas profissionais | Críticas profissionais |
| Avaliações da crítica  | Avaliações da crítica  |
| Fonte                  | Avaliação              |
| ---------------------- | ---------------------- |
| allmusic               | link                   |

Live é o primeiro álbum ao vivo da banda Our Lady Peace, lançado em 24 de junho de 2003.

## Faixas
Todas as faixas por Our Lady Peace.
1. "All For You" — 5:06
2. "Superman's Dead" — 5:52
3. "Not Enough" — 4:32
4. "Naveed/Life" — 10:41
5. "Innocent" — 4:59
6. "Bring Back the Sun" — 5:07
7. "One Man Army" — 4:06
8. "Is Anybody Home?" — 5:52
9. "Our Time Is Fading" — 3:03
10. "Are You Sad?" — 8:24
11. "Whatever" — 3:33
12. "Clumsy" — 4:19
13. "Starseed" — 7:59
14. "Somewhere Out There" — 4:23

## Desempenho nas paradas musicais
| Parada musical (2003)          | Posição |
| ------------------------------ | ------- |
| Estados Unidos - Billboard 200 | 112     |
| Canadá - Canadian Albums Chart | 5       |